# 화성은 엄마가 필요해
화성은 엄마가 필요해(Mars Needs Moms)는 2011년 공개된 미국의 애니메이션 영화이다.

## 줄거리
화성 지하에는 고도로 발달한 기술 사회를 이루고 사는 화성인들이 있다. 이들은 지구를 관찰하던 중 한 어머니가 아들 마일로에게 잔소리하는 모습을 보고, 그녀의 ‘엄마’로서의 자질을 추출하여 차세대 보모 로봇에 이식하기로 결정한다. 마일로는 평소 엄마의 잔소리를 싫어하며 심지어 엄마 없이 사는 게 더 나을 거라 말해 엄마를 속상하게 한다.
어느 날 밤, 마일로는 엄마에게 사과하려다 엄마가 화성인들에게 납치당한 것을 알게 된다. 엄마를 뒤쫓아 화성 우주선에 탑승하지만 엄마와 떨어진 채 화성에 불시착한다. 마일로는 지하 감옥에 갇히지만 탈출하여, 우연히 만난 인간 어른 ‘그리블’의 도움을 받아 화성 지하 세계로 숨어든다. 그리블은 화성인들이 마일로 엄마의 기억을 추출하는 과정에서 그녀를 죽일 것이라고 말하며 마일로를 돕는 척하지만, 사실은 외로워서 마일로가 떠나는 걸 원치 않았다.
하지만 그리블의 계획은 실패하고, 마일로는 화성 아이들을 돌보는 감독관 중 하나인 '키'의 도움을 받게 된다. 키는 보모 로봇과 감독관들에게만 양육받아 사랑을 알지 못하는 화성인이다. 마일로는 키에게 인간 가족의 사랑을 설명하며 엄마를 찾아 나선다. 마일로와 그리블은 함께 마일로 엄마를 구출하려 하지만 화성인들에게 붙잡히고, 마일로와 그리블은 화성인들이 과거에는 가족 단위로 아이들을 양육했다는 사실을 알게 된다. 현재는 여성 아기만 기술 사회에서 로봇 보모에게 양육하고 남성 아기는 지하 세계에서 남성 화성인에게 양육되고 있었다.
마일로, 그리블, 키는 마일로 엄마를 구출하는 데 성공하지만, 탈출 과정에서 마일로가 위험에 처하자 마일로의 엄마는 자신의 산소 헬멧을 벗어 마일로에게 준다. 엄마의 희생에 감동한 화성인들은 사랑의 의미를 깨닫고, 마일로의 엄마는 그리블이 찾아낸 엄마의 헬멧 덕분에 살아난다. 화성인들은 결국 사랑으로 가족을 이루는 삶을 택하고, 마일로와 엄마는 지구로 돌아온다. 그리블은 키와 함께 화성에 남기로 결정하며, 마일로와 엄마는 다시 화목한 관계를 되찾는다.

## 출연

### 주연
- 세스 그린
- 댄 포글러

### 조연
- 조안 쿠삭
- 엘리자베스 하노이스
- 민디 스테어링
- 케빈 카훈
- 톰 에버렛 스콧
- 잭쿠이 반브룩
- 매튜 헨너슨
- 애덤 제닝스
- 스티븐 키어린
- 앰버 게이니 미드
- 줄렌 레니
- 커스틴 시버슨
- 매튜 울프
- 레이몬드 오초아
- 로버트 오초아
- 라이언 오초아
- 댄 오코너
- 에디 패터슨

## 기타
- 라인프로듀서: 피터 M. 토비언슨
- 조감독: 가렛 워렌
- 사운드디자인: 랜디 돔
- 미술: 더그 치앙